# Linea Q
La linea Q Broadway Express è una linea della metropolitana di New York, che collega la città da nord, con capolinea presso la stazione di 96th Street, a sud, con capolinea presso Coney Island-Stillwell Avenue. È indicata con il colore giallo girasole poiché la trunk line utilizzata a Manhattan è la linea BMT Broadway.

## Storia

### 1900-1999
Il 1º agosto 1920, dopo l'apertura del Montague Street Tunnel, furono attivate due linee: la linea Brighton Express, attiva tutti i giorni, tranne il sabato, tra Brighton Beach e Times Square attraverso il Montague Street Tunnel, e la linea Brighton Local, attiva tra Coney Island-Stillwell Avenue e 57th Street-Seventh Avenue attraverso il ponte di Manhattan. Tre anni più tardi, le due linee si scambiarono l'attraversamento dell'East River: la linea espressa usava quindi il ponte mentre la linea locale il tunnel, tranne che di notte e di sabato, quando ritornava ad usare il ponte. Inoltre, durante gli anni 1930, alcune corse mattutine dell'ora di punta furono deviate presso la stazione di Chambers Street.
Il 17 ottobre 1949, dopo che le banchine della linea BMT Astoria furono arretrate per accogliere il materiale rotabile della Brooklyn-Manhattan Transit Corporation, la linea locale venne prolungata sino ad Astoria-Ditmars Boulevard. Il 26 giugno 1952, la linea espressa venne invece estesa sino a 57th Street-Seventh Avenue. Successivamente, il 1º dicembre 1955, con l'apertura della 60th Street Tunnel Connection, la linea locale fu deviata sulla linea IND Queens Boulevard sino a Forest Hills e rimpiazzata ad Astoria dalla linea espressa nei giorni feriali. Il 4 maggio 1957, la linea espressa fu reindirizzata sulla linea Astoria anche durante il sabato ed iniziò ad effettuare tutte le fermate a Manhattan, poiché la linea locale fu deviata a Chambers Street mediante il Montague Street Tunnel. Il 28 maggio 1959, la linea espressa fu limitata a 57th Street la mattina dei giorni feriali ed iniziò ad effettuare tutte le fermate a Brooklyn di mattina.
Il 15 novembre 1960, con l'arrivo dei nuovi R27, furono assegnate nuove denominazioni alle linee: la linea espressa divenne la linea Q, la linea locale via il ponte la linea QB e la linea locale via il tunnel la linea QT. Queste denominazioni non furono tuttavia mai realmente usate e vennero riprese solo dopo l'apertura della Chrystie Street Connection. In seguito, dal 1º gennaio 1961, la linea espressa fu limitata a 57th Street sempre mentre la linea locale ritornò ad Astoria.
Il 26 novembre 1967, con l'apertura della Chrystie Street Connection, le tre linee Q vennero sostituite delle linee D, QJ e NX. Tuttavia, a causa dell'opposizione dei passeggeri, alcune corse della linea QJ furono trasformate in seguito nella linea QB, attiva tra Coney Island e 57th Street-Seventh Avenue e che svolgeva un servizio locale a Brooklyn e uno espresso a Manhattan. Poi, nel 1985, con l'eliminazione delle doppie lettere, la linea QB divenne la linea Q.
L'11 dicembre 1988, i binari sud del ponte di Manhattan vennero chiusi per lavori e la linea Q fu quindi reindirizzata sulla linea IND Sixth Avenue terminando a 57th Street. La linea, ora indicata con il colore arancione, svolgeva un servizio espresso a Brooklyn ed era attiva solo nei giorni feriali ad esclusione della notte, quando era sostituita da una navetta tra 57th Street e Second Avenue. Il servizio nei fine settimana era invece assicurato dalla linea B. Il 29 ottobre 1989, con l'apertura della linea IND 63rd Street, la linea fu prolungata sino a 21st Street-Queensbridge mentre, dal 30 settembre 1990, la navetta notturna venne sostituita dalla linea F.
Nel maggio 1995, i binari nord del ponte di Manhattan furono chiusi durante la mattina e nei fine settimana, la linea Q iniziò a svolgere di conseguenza un servizio locale a Brooklyn e a Manhattan fino a Canal Street, usando il Montague Street Tunnel e la linea BMT Broadway. Da Canal Street a 21st Street-Queensbridge il servizio era invece espresso. In seguito, il 22 febbraio 1998, a causa di alcuni lavori sulla linea 63rd Street, la linea venne troncata a 57th Street e il servizio sulla linea 63rd Street assicurato da una navetta. Il normale servizio fu infine ripristinato il 22 maggio 1999.

### 2000-presente
Il 22 luglio 2001, i binari nord del ponte di Manhattan furono chiusi e i binari sud riaperti. La linea Q, ora ritornata sulla linea BMT Broadway, divenne quindi locale a Brooklyn per rimpiazzare la linea D e fu attivata una linea Q espressa, con simbolo un rombo anziché un cerchio, per i soli giorni feriali sul medesimo percorso della linea locale. Entrambe le linee Q furono limitate a 57th Street ed il servizio sulla linea IND 63rd Street assicurato da una navetta, poi sostituita dalla linea F.
A seguito degli attentati dell'11 settembre 2001 la linea R venne sospesa. La linea Q locale la rimpiazzò tra Canal Street e Forest Hills-71st Avenue fermando in tutte le stazioni tranne di notte, quando terminava a 57th Street. Poi, il 28 ottobre, il normale servizio fu ripreso. L'8 settembre 2002, la stazione di Coney Island-Stillwell Avenue fu chiusa per lavori e il capolinea della linea locale venne di conseguenza indietreggiato a Brighton Beach. Il 23 maggio 2004, la stazione fu riaperta.
Dal 27 aprile al 2 novembre 2003, i binari sud del ponte di Manhattan furono chiusi nei fine settimana e la linea locale quindi deviata attraverso il Montague Street Tunnel. Il successivo 22 febbraio 2004, il ponte di Manhattan venne interamente aperto, la linea Q espressa fu quindi soppressa e sostituita dalla linea B a Brooklyn e dalla linea N a Manhattan. La linea Q locale, ora l'unica rimasta, non subì invece alcuni cambiamento. Il 28 giugno 2010, la linea Q fu estesa fino ad Astoria-Ditmars Boulevard durante i giorni feriali, in sostituzione della linea W, soppressa per problemi di bilancio della Metropolitan Transportation Authority. Inoltre, dal 7 dicembre 2014, la linea iniziò ad effettuare un servizio locale a Manhattan di notte, per diminuire i tempi di attesa nelle stazioni locali.
Il 7 novembre 2016, la linea è stata troncata presso la stazione di 57th Street-Seventh Avenue, in previsione della sua futura estensione fino a 96th Street, attraverso la nuova Second Avenue Subway, avvenuta il 1º gennaio 2017. Il servizio ad Astoria è stato quindi sostituito dalla linea W. In futuro, con la realizzazione della fase 2 della Second Avenue Subway, la linea Q sarà ulteriormente prolungata sino a 125th Street, servendo i quartieri di Spanish Harlem e dell'Upper East Side.

## Il servizio
Come il resto della rete, la linea Q Broadway Express è sempre attiva, 24 ore su 24. A seconda delle fasce orarie il servizio è così strutturato:
- Tre le 6:00 e le 24:00 la linea svolge un servizio locale a Brooklyn e un servizio espresso a Manhattan. Ferma in 29 stazioni, con un tempo di percorrenza di 1 ora.[9]
- Tra le 0:00 e le 6:00 la linea svolge un servizio locale sia a Brooklyn che e Manhattan. Ferma in 34 stazioni, con un tempo di percorrenza di 1 ora.[9]

Possiede interscambi con 22 delle altre 24 linee della metropolitana di New York, con le quattro linee della Port Authority Trans-Hudson, con il servizio ferroviario suburbano Long Island Rail Road, con numerose linee automobilistiche gestite da MTA Bus, NJT Bus e NYCT Bus e con il traghetto Staten Island Ferry.

### Le stazioni servite
| Stazione                             |  | Interscambi con la metropolitana                            | Altri Interscambi            |
| ------------------------------------ |  | ----------------------------------------------------------- | ---------------------------- |
| Manhattan                            |  |                                                             |                              |
| 96th Street                          |  |                                                             | NYCT Bus                     |
| 86th Street                          |  |                                                             | NYCT Bus                     |
| 72nd Street                          |  |                                                             | NYCT Bus                     |
| Lexington Avenue-63rd Street         |  | F                                                           | NYCT Bus · MTA Bus           |
| 57th Street-Seventh Avenue           |  | N · R · W                                                   | NYCT Bus                     |
| 49th Street                          |  | N                                                           | NYCT Bus                     |
| Times Square-42nd Street             |  | 1 · 2 · 3 · 7 · A · C · E · N · R · W · 42nd Street Shuttle | MTA Bus · NJT Bus · NYCT Bus |
| 34th Street-Herald Square            |  | B · D · F · M · N · R · W                                   | PATH · MTA Bus · NYCT Bus    |
| 28th Street                          |  | N                                                           |                              |
| 23rd Street                          |  | N                                                           | MTA Bus · NYCT Bus           |
| 14th Street-Union Square             |  | 4 · 5 · 6 · L · N · R · W                                   | NYCT Bus                     |
| Eighth Street-New York University    |  | N                                                           | NYCT Bus                     |
| Prince Street                        |  | N                                                           | NYCT Bus                     |
| Canal Street                         |  | 4 · 6 · J · N · R · W · Z                                   | NYCT Bus                     |
| Brooklyn                             |  |                                                             |                              |
| DeKalb Avenue                        |  | B · D · N · R                                               | NYCT Bus                     |
| Atlantic Avenue-Barclays Center      |  | 2 · 3 · 4 · 5 · B · D · N · R                               | LIRR · MTA Bus · NYCT Bus    |
| Seventh Avenue                       |  | B                                                           | NYCT Bus                     |
| Prospect Park                        |  | B · Franklin Avenue Shuttle                                 | NYCT Bus                     |
| Parkside Avenue                      |  |                                                             | NYCT Bus                     |
| Church Avenue                        |  | B                                                           | NYCT Bus                     |
| Beverley Road                        |  |                                                             |                              |
| Cortelyou Road                       |  |                                                             | MTA Bus                      |
| Newkirk Plaza                        |  | B                                                           | NYCT Bus                     |
| Avenue H                             |  |                                                             |                              |
| Avenue J                             |  |                                                             | NYCT Bus                     |
| Avenue M                             |  |                                                             | NYCT Bus                     |
| Kings Highway                        |  | B                                                           | MTA Bus · NYCT Bus           |
| Avenue U                             |  |                                                             | NYCT Bus                     |
| Neck Road                            |  |                                                             |                              |
| Sheepshead Bay                       |  | B                                                           | NYCT Bus                     |
| Brighton Beach                       |  | B                                                           | NYCT Bus                     |
| Ocean Parkway                        |  |                                                             | NYCT Bus                     |
| West Eighth Street-New York Aquarium |  | F                                                           | NYCT Bus                     |
| Coney Island-Stillwell Avenue        |  | D · F · N                                                   | NYCT Bus                     |

## Il materiale rotabile
Sulla linea Q viene attualmente usato uno solo tipo di materiale rotabile, gli R160, che risalgono agli anni 2010 e sono stati prodotti dalla Alstom e dalla Kawasaki Heavy Industries. Il deposito assegnato alla linea è quello di Coney Island.